# Кенсетт, Джон Фредерик
Джон Фредерик Кенсетт (англ. John Frederick Kensett; 22 марта 1816, Чешир, Коннектикут — 14 декабря 1872, Нью-Йорк, Нью-Йорк) — американский художник и гравер. Участник школы реки Гудзон.

## Биография
Родился 22 марта 1816 года в городе Чешире штата Коннектикута в семье эмигрантов.
Окончил школу в Чеширской академии. Затем изучал искусство гравирования со своим отцом Томасом Кенсеттом (Thomas Kensett), а позже — со своим дядей Альфредом Дэггетом (Alfred Daggett). Работал гравером в Нью-Хейвене до 1838 года, после чего переехал в Нью-Йорк на работу в качестве гравировщика для банкнот.
В 1840 году, вместе с Ашером Дюраном и Джоном Касильером, Кенсетт посетил Европу, чтобы учиться живописи. Там он встретился и путешествовал по европейским странам вместе с Бенджамином Чэмпни. В течение пребывания в Европе Кенсетт изучал и развивал своё понимание голландской пейзажной живописи XVII века. В 1847 году вместе с Чэмпни они вернулись в США.
В Нью-Йорке Д. Ф. Кенсетт создал собственную студию и переехал жить в этот город. Много путешествовал по Америке и совершил несколько поездок в Европу.
Являлся действительным членом Национальной академии дизайна, основателем и президентом Фонда поддержки художников, а также основателем и попечителем Метрополитен-музея.
14 декабря 1872 года Кенсетт заболел пневмонией и умер от сердечной недостаточности в своей Нью-Йоркской студии 14 декабря.
Первая полная биография и исследование творчества художника были написаны американкой Эллен Джонсон в 1957 году.

## Некоторые работы

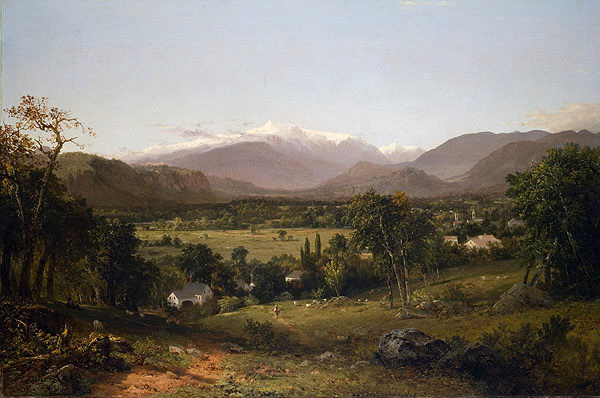
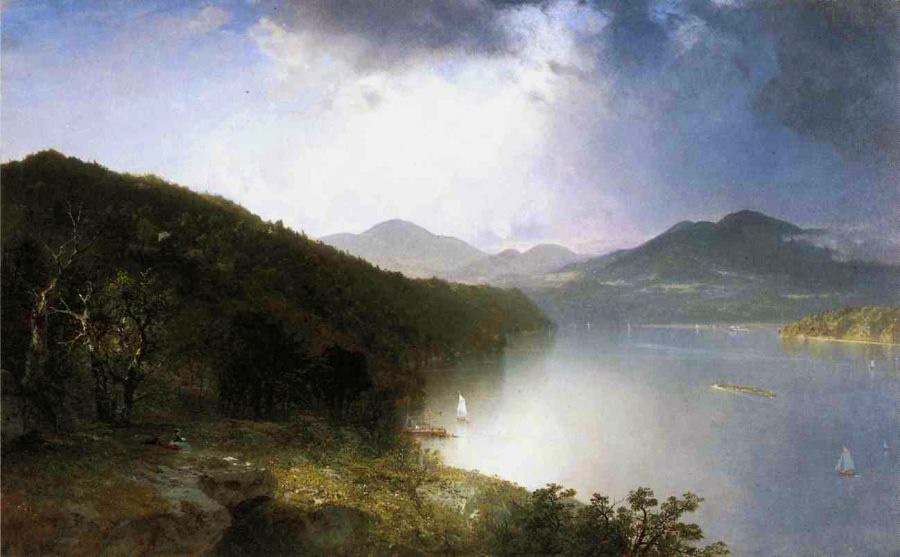
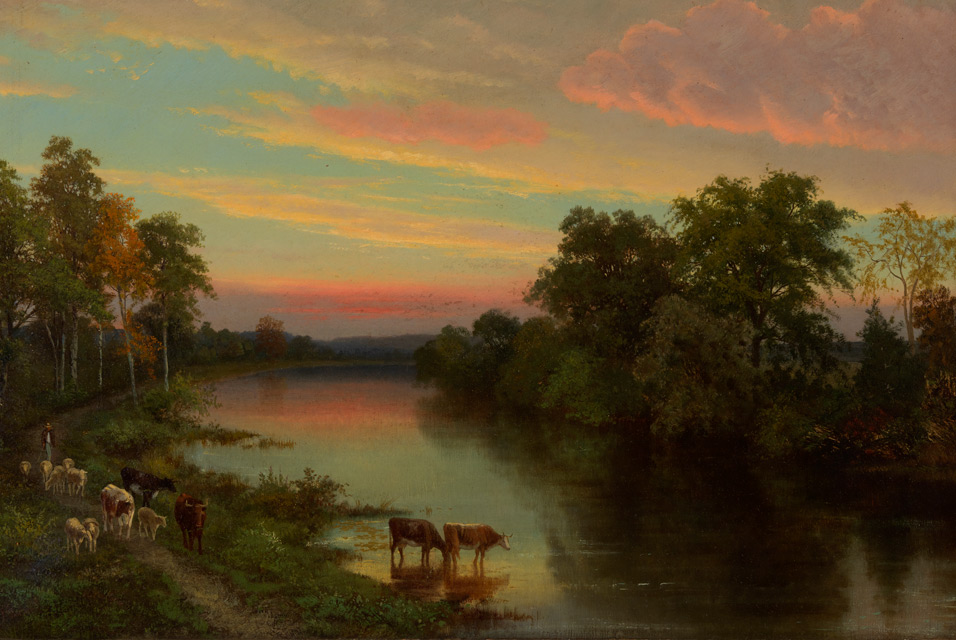